# Barytwasser
Barytwasser ist der Trivialname für eine Bariumhydroxid-Lösung, die zum chemischen Nachweis von Kohlenstoffdioxid verwendet wird. Gesättigtes Barytwasser ist als Base stark alkalisch.
Schlämmt man relativ schwer lösliches Bariumhydroxid in Wasser auf und filtriert die Suspension, erhält man Barytwasser als klare Lösung.
Lässt man Barytwasser einige Minuten unverschlossen stehen, so bildet sich an der Oberfläche durch Reaktion mit Kohlenstoffdioxid aus der Luft ein weißer Feststoff, das Bariumcarbonat.
{\displaystyle \mathrm {Ba(OH)_{2}(aq)+CO_{2}(g)\longrightarrow BaCO_{3}(s)+H_{2}O(l)} }
Bariumhydroxid und Kohlenstoffdioxid reagieren in wässriger Lösung zu Bariumcarbonat und Wasser
Schon geringe Konzentrationen von Kohlenstoffdioxid bewirken diese Reaktion, so dass Barytwasser ein noch empfindlicheres Nachweisreagenz für Kohlenstoffdioxid ist als Kalkwasser.